# Unabhängige Einrichtung zur Überwachung der Einhaltung der Haushaltsregeln
Unabhängige Einrichtungen zur Überwachung der Einhaltung der Haushaltsregeln sind in den Mitgliedstaaten der Europäischen Union aufgrund von Art. 5 der Verordnung (EU) Nr. 473/2013 errichtet worden. Der Zweck dieser Einrichtungen liegt darin, die jeweilige Regierung bei der Durchführung der Fiskalpolitik zu kontrollieren. Vergleichbare Einrichtungen bestehen auch in Staaten außerhalb der Europäischen Union, auch innerhalb der Europäischen Union bestanden sie vor der Schaffung einer entsprechenden europarechtlichen Verpflichtung. Die Einrichtungen sollen politisch unabhängig sein und evaluieren oder erstellen gesamtwirtschaftliche Prognosen und auf Haushaltsentwürfen basierende Fiskalprojektionen, analysieren Politikreformen ohne Wertung und kontrollieren die Einhaltung von Fiskalregeln. Ein Beispiel für eine Fiskalregel ist, in der Europäischen Union, die im Europäischen Fiskalpakt festgelegten Obergrenze für das strukturelle gesamtstaatliche Defizit in Höhe von 0,5 % des nominalen BIP. Diese Einrichtungen dämpfen die Defizitneigung, indem sie Politikern und Wählern unabhängige Prognosen liefern, und, in manchen Ländern, auch die Regierung kritisieren dürfen, wenn das Staatsdefizit zu hoch ist.

## Beispiele
In der Europäischen Union:
- Fiskalrat (Österreich)
- Unabhängiger Beirat des Stabilitätsrats (Deutschland)
- Europäischer Fiskalausschuss[4]

Außerhalb der Europäischen Union:
- Congressional Budget Office (Vereinigte Staaten)